# 瀬戸晴加
瀬戸 晴加（せと はるか、1990年10月30日 - ）は、実業家、タレント、モデル。The Camp Co., Ltd. 代表取締役。東京都出身。

## 人物
- 趣味:ゴルフ以外は、料理と写真
- 好きな駄菓子：ヤンヤンつけボー
- 愛称：せとちゃん、せとはる
- タイのチェンマイをAnotherSkyと公言している

## 略歴
- 学生時代に女子学生向けメディアTiaraGirlの編集長を務める。
- PR会社で同世代向けの商品開発、プロデュースに携わる。

　 女性限定のキックボクシングジムの運営。
- 2018.10 タイ・チェンマイに移住

　 タイ観光庁との取り組みや、
滞在型トレーニングリゾートのプロモーションやコンテンツ制作を担当。
- 2021.5 日本に帰国
- 2021.6 『大地ゴルフTV』メンバーとして登場
- 2021.9 ゴルフInstagramを開設
- 2021.12 自身がプロデュースするブランドcloencオープン
- 2022.3 youtube『せとはるGOLF』を開設
- 2023.8 オンラインサロン『せとはるゴルフ部』を開設
- 2023.12 cloencを卒業
- 2024.3 ジャパンゴルフフェア2024公式アンバサダー就任
- 2024.7 アニメ『空色ユーティリティ』作品アンバサダー就任
- 2024.10.30 プルーフコーポレーション退所、独立
- 2024.12.24 Podcast 『瀬戸晴加と無限にGOLFトーク』を開設
- 2025.2.19 新youtubeチャンネル『瀬戸晴加の無限にGOLFチャンネル』を開設
- 2025.3 ジャパンゴルフフェア2025公式アンバサダー就任
- 2025.3.1 公式LINE『せとはるゴルフ部』開設
- 2025.5.1 公式ファンクラブ 『HARUKA SETO OFFICIAL FANCLUB』を開設

## 出演
- 2022.6.5 第104回 ゴルフ女子 ヒロインバトル
- 2022.6.12 第105回 ゴルフ女子 ヒロインバトル
- 2022.6.19 第106回 ゴルフ女子 ヒロインバトル
- 2022.6.26 第107回 ゴルフ女子 ヒロインバトル---優勝
- 2022.10.2 第120回 ゴルフ女子 ヒロインバトル
- 2022.10.9 第121回 ゴルフ女子 ヒロインバトル
- 2022.10.16 第122回 ゴルフ女子 ヒロインバトル
- 2022.10.23 第123回 ゴルフ女子 ヒロインバトル
- 2022.11.6 第124回 ゴルフ女子 ヒロインバトル
- 2022.11.13 第125回 ゴルフ女子 ヒロインバトル
- 2022.11.20 第126回 ゴルフ女子 ヒロインバトル
- 2022.11.27 第127回 ゴルフ女子 ヒロインバトル
- 2023.3.14 沖縄オープンゴルフ出場
- 2023.4.2 第1回 岡田圭右の出た!PARGOLF!
- 2023.4.9 第2回 岡田圭右の出た!PARGOLF!
- 2023.4.16 第3回 岡田圭右の出た!PARGOLF!
- 2023.4.30 第4回 岡田圭右の出た!PARGOLF!
- 2023.7.2 第13回 岡田圭右の出た!PARGOLF!
- 2023.7.9 第14回 岡田圭右の出た!PARGOLF!
- 2023.7.16 第15回 岡田圭右の出た!PARGOLF!
- 2023.7.23 第16回 岡田圭右の出た!PARGOLF!---優勝
- 2023.10.22 第125回 諸見里しのぶ 実践 ゴルフテク！
- 2023.10.29 第126回 諸見里しのぶ 実践 ゴルフテク！
- 2023.11.5 第127回 諸見里しのぶ 実践 ゴルフテク！
- 2023.11.12 第128回 諸見里しのぶ 実践 ゴルフテク！
- 2024.5.12 第111回 蛍原徹の真剣ゴルフ部!ホトオープン
- 2024.5.19 第112回 蛍原徹の真剣ゴルフ部!ホトオープン
- 2024.5.26 第113回 蛍原徹の真剣ゴルフ部!ホトオープン---勝利
- 2025.9.22 北海道オープンゴルフ出場

### テレビアニメ
・空色ユーティリティ (2025年 第12話) せとはる(本人)役

## 書籍
2017.10.30 SIMPLE STYLE (JJムックvol.7)